# Действительность
Действи́тельность (произв. от слова «действие») — осуществлённая реальность во всей своей совокупности — реальность не только вещей, но и овеществлённых идей, целей, идеалов, общественных институтов, общепринятого знания. 
В отличие от реальности, действительность включает в себя также всё идеальное, которое приняло вещественный, материальный характер в виде различных продуктов человеческой деятельности — мира техники, общепринятого знания, морали, государства, права. Понятие «действительности» противоположно не 
понятиям «иллюзия», «фантазия», которые также могут быть осуществлены, а понятию «невозможность». Все возможное может стать действительным.
Термин «действительность» носит гносеологический оттенок, в отличие от термина «материя». Противоположностью действительности в актуальной реальности является видимость (кажимость).

## История
Одним из первых в обиход русской философии термин действительность в 1877 году вводит В. С. Соловьёв в Примечаниях к Философским началам цельного знания. Это слово представляло собой кальку с нем. Wirklichkeit. Немецкое слово было введено Майстером Экхартом как перевод схоластического понятия actualitas, которое в свою очередь восходит к греческому термину энергия из философии Аристотеля. Слово действительность в качестве антитезы представлений активно использует Маркс в Немецкой идеологии. 
В. И. Жуковский по этому поводу замечает, что «если под реальностью понимать мир вещей (лат. realis — «вещественный»), то  действительность — это мир вещей, с которым действуют (лат. dei — «деятель»)».